# Many Saints of Newark - Une histoire des Soprano
Pour plus de détails, voir Fiche technique et Distribution.
Many Saints of Newark - Une histoire des Soprano (The Many Saints of Newark) est un film américain réalisé par Alan Taylor et sorti en 2021. Il s'agit d'une préquelle à la série télévisée Les Soprano créée par David Chase et diffusée entre 1999 et 2007.
Il est présenté en avant-première au festival du film de Tribeca.

## Synopsis
En 1967 à Newark, Richard « Dickie » Moltisanti est un soldat de la famille mafieuse DiMeo. Il est l’oncle de Tony Soprano, encore adolescent, qui le vénère. Le père de Dickie revient d’Italie avec une jeune épouse, Giuseppina. Giuseppina et Dickie cachent mal leur attirance pour l’autre. En juillet, un chauffeur de taxi noir est tabassé par des policiers blancs, et le bruit court qu’il est mort. Ceci est le déclencheur des émeutes de Newark : la ville est à feu et à sang. Les Soprano font appel à un noir, Harold, et à ses comparses pour exécuter leurs basses besognes. Le besoin qu’ils ont les uns des autres cache mal la tension raciale qui les oppose.
Quand son père jette Giuseppina dans l’escalier lors d’une scène de ménage, Dickie ne peut manquer de faire le lien avec sa mère, morte dans les mêmes conditions. Il fait une scène violente à son père, qui l’accuse de vouloir établir une relation avec sa femme. Furieux, Dickie se met à le rouer de coups, avant de se rendre compte qu’il l’a tué. Il emmène alors le corps et la voiture de son père dans un entrepôt où il y met le feu pour faire passer sa mort dans les pertes et profits des émeutes. Il peut désormais vivre quasi officiellement avec Giuseppina, dont le rêve est de monter son salon de coiffure.
Dickie reprend alors contact avec Sally, le frère jumeau de son père, en prison à vie pour un meurtre au sein de la « famille ». Harold veut prendre sa liberté pour monter son propre gang et les relations s’enveniment : le cousin d’Harold exécute un « receveur » des Moltisanti, qui l’abattent à leur tour. Harold vient procéder à une attaque en règle des Moltisanti, à laquelle Dickie et lui-même survivent. Au cours d’une promenade sur la plage, Dickie annonce triomphalement à Giuseppina qu’il a acheté son salon, mais celle-ci l’a trompé avec Harold et, se sentant coupable après cette annonce, l’avoue à Dickie. Ivre de colère, Dickie l’entraîne dans l’eau et la noie. Son oncle Sally est conscient de la vie trouble que mène Dickie et se doute qu’il est responsable des morts de son frère et de Giuseppina. Lorsque Dickie lui demande quel cadeau de Noël il pourrait faire à Tony, la réponse est sans appel : le meilleur cadeau à lui faire est de ne plus l’approcher. Dickie s’y résout, mais Junior Soprano, un frère qu’il a humilié, le fait abattre par un tueur.

## Fiche technique
Sauf indication contraire, les informations mentionnées dans cette section peuvent être confirmées par la base de données cinématographiques IMDb,  présente dans la section « Liens externes ».
- Titre : Many Saints of Newark - Une histoire des Soprano
- Titre original : The Many Saints of Newark
- Réalisation : Alan Taylor
- Scénario : David Chase et Lawrence Konner, d'après la série télévisée Les Soprano
- Direction artistique : Laura Ballinger
- Décors : Bob Shaw
- Costumes : Amy Westcott
- Photographie : Kramer Morgenthau
- Montage : Christopher Tellefsen
- Musique : Peter Nashel
- Production : David Chase et Lawrence Konner

Producteurs délégués : Michael Disco, Nicole Lambert et Marcus Viscidi
- Sociétés de production : Chase Films, HBO Films, New Line Cinema et Warner Bros.
- Société de distribution : Warner Bros. (États-Unis, France)
- Budget : 50 millions $[1]
- Pays d'origine :  États-Unis
- Langue originale : anglais
- Format : couleur
- Genre : drame et historique
- Durée : 120 minutes
- Dates de sortie[2] :
  - États-Unis : 22 septembre 2021 (festival du film de Tribeca)
  - États-Unis : 1er octobre 2021 (au cinéma et sur HBO Max)
  - France : 3 novembre 2021
- Classification[3] :
  - États-Unis : R - Restricted
  - France : Avertissement lors de sa sortie en salles (certains scènes du film peuvent heurter la sensibilité des jeunes spectateurs), interdit aux moins de 12 ans à la télévision.

## Distribution
- Alessandro Nivola (VF : Damien Boisseau) : Richard « Dickie » Moltisanti
- Michael Gandolfini (VF : Clément Moreau) : Tony Soprano
- Jon Bernthal (VF : Jérôme Pauwels) : Giovanni « Johnny Boy » Soprano
- Vera Farmiga (VF : Ivana Coppola) : Livia Soprano
- Billy Magnussen (VF : Alexandre Gillet) : Paulie « Walnuts » Gualtieri
- Corey Stoll (VF : Pierre Tessier) : Corrado « Junior » Soprano Jr.
- Ray Liotta (VF : Emmanuel Jacomy) : Aldo « Hollywood Dick » Moltisanti et Salvatore « Sally »  Moltisanti
- John Magaro (VF : Antoine Schoumsky) : Silvio Dante
- Gabriella Piazza (VF : Diane Dassigny) : Joanne Moltisanti
- Leslie Odom Jr. (VF : Jean-Baptiste Anoumon) : Harold McBrayer
- Michela De Rossi (VF : Elisabeth Ventura) : Giuseppina Bruno
- Samson Moeakiola (VF : Baptiste Caillaud) : Salvatore « Big Pussy » Bonpensiero
- Alexandra Intrator : Janice Soprano adolescente
  - Mattea Conforti (en) : Janice Soprano enfant
- Joey Diaz : Lino « Buddha » Bonpensiero
- Lesli Margherita (en) : Iris Balducci
- Talia Balsam (VF : Josiane Pinson) : Mrs. Jarecki
- Kathryn Kates : Angie DeCarlo
- Nick Vallelonga : Carmine Cotuso
- Ed Marinaro (en) : Jilly Ruffalo
- Robert Vincent Montano : Artie Bucco adolescent
  - Matteo Russo : Artie Bucco enfant
- Chase Vacnin (de) : Jackie Aprile adolescente
- Oberon K.A. Adjepong : Frank Lucas
- Lauren DiMario : Carmela DeAngelis
- Michael Imperioli (VF : Yann Guillemot) : Christopher Moltisanti, le narrateur
- Germar Terrell Gardner : Cyril
- James Gandolfini : Tony Soprano (archives vocales)

## Production

### Genèse et développement
En juin 2017, David Chase évoque l'avenir de la série Les Soprano. Il insinue l'idée d'une préquelle. Le projet est officiellement annoncé en mars 2018, d'après un scénario de David Chase.
En juillet 2018, Alan Taylor est annoncé comme réalisateur. Il avait auparavant mis en scène 9 épisodes de la série télévisée.
Le titre du film est révélé en 2019 : The Many Saints of Newark. « Many Saints » se traduit en italien par « Molti Santi », en référence au nom du personnage principal, Dickie Moltisanti.

### Distribution des rôles
En novembre 2018, Alessandro Nivola est annoncé dans le rôle de Dickie Moltisanti, le père de Christopher Moltisanti (le personnage incarné par Michael Imperioli dans la série). En janvier 2019, lors d'une interview pour les 20 ans de la série, David Chase révèle qu'un version jeune de Tony Soprano sera présente.
Jon Bernthal, Vera Farmiga, Corey Stoll et Billy Magnussen rejoignent la distribution en janvier 2019,. Michael Gandolfini, fils de James Gandolfini, est choisi pour incarner le jeune Tony, le rôle que tenait son père dans la série,.
Ray Liotta rejoint le projet en février 2019, suivi un mois plus tard par John Magaro, Leslie Odom Jr. et Michela De Rossi,,.

### Tournage
Le tournage débute le 3 avril 2019 à Brooklyn. l'équipe se rend ensuite à Newark début mai,,.

## Sortie et accueil

### Date de sortie
Le film devait initialement sortir le 25 septembre 2020, cependant, en raison de l'impact de la pandémie de Covid-19 sur les cinémas et l'industrie cinématographique, sa date de sortie est d'abord reportée au 12 mars 2021. La sortie américaine est ensuite à nouveau décalée au 24 septembre 2021, puis à nouveau au 1er octobre 2021 où il sortira simultanément dans les salles et sur HBO Max,. Il est présenté en avant-première au Beacon Theatre en ouverture du festival du film de Tribeca le 22 septembre 2021.

### Critique
Le film reçoit des critiques globalement positives. Sur l'agrégateur américain Rotten Tomatoes, il récolte 75% d'opinions favorables pour 57 critiques et une note moyenne de 6,9⁄10. Le consensus du site est le suivant « Même si sa narration irrite les limites de ses contraintes cinématographiques, The Many Saints of Newark prouve que l'attrait des Sopranos est toujours puissant ». Sur Metacritic, il obtient une note moyenne de 66⁄100 pour 19 critiques.

### Box-office
Aux États-Unis et au Canada, Many Saints of Newark est sorti aux côtés des nouveautés Venom: Let There Be Carnage et La Famille Addams 2. Alors que les prévisions estimaient un démarrage à environ 10 millions de dollars dans 3 180 salles lors de son week-end d'ouverture,, le film a engrangé 2,1 millions de dollars le premier jour et a fait ses débuts à 5 millions de dollars, en terminant quatrième au box-office. À la suite de son week-end d'ouverture qui a rapporté moins que prévu, Variety a écrit que le film « risque de perdre des millions ». Le film a chuté de 69 % lors de son deuxième week-end entre 1,4 à 1,9 million de dollars, terminant cinquième,.
En France, le long-métrage connaît une distribution limitée de 86 salles et ne totalise que 14 284 entrées durant son exploitation.

### Streaming
Diffusé simultanément à sa sortie cinéma sur HBO Max aux États-Unis, Many Saints of Newark rencontre un succès en streaming. Selon Samba TV, il a été visionné un million de fois lors de son week-end d'ouverture, surpassant les films au budget similaire comme Reminiscence et Cry Macho qui sont sortis au cinéma et sur HBO Max. WarnerMedia déclarant qu'il a été diffusé trois fois plus que le deuxième film le plus regardé du week-end. La série Les Soprano a également battu les records d'audience de HBO Max au moment de la sortie du film, attribués à Many Saints of Newark, qui a suscité un regain d'intérêt pour la série.

## Suite possible
David Chase a exprimé son envie de faire une suite à The Many Saints of Newark racontant la vingtaine de Tony Soprano et qu'il pourrait retrouver le scénariste Terence Winter. Ce dernier répond qu'il adorerait le faire.